# Branka Jurca
Branka Jurca, slovenska pisateljica in pedagoginja, * 24. maj 1914, Kopriva na Krasu, † 6. marec 1999, Ljubljana. 

## Življenje
Po prvi svetovni vojni se je družina preselila v Maribor, kjer je obiskovala osnovno šolo in učiteljišče. Kasneje je dobila službo učiteljice v Sv. Jakobu v Slovenskih Goricah.
Ob začetku druge svetovne vojne se je preselila v Ljubljano, kjer se je že leta 1941 pridružila Osvobodilni fronti, za kar je dobila Partizansko spomenico. Kasneje so jo aretirali in poslali v koncentracijsko taborišče Gonars.
Po drugi svetovni vojni je nekaj časa še opravljala učiteljski poklic, nato pa je postala urednica otroške revije Ciciban  in kasneje revije Otrok in družina. Po nekaj letih dela v uredništvih se je posvetila predvsem otroški in mladinski literaturi. Ustvarila je mnogo mladinskih povesti, samostojnih zgodb, romanov in zbirk krajših pripovedi.
Poročena je bila s pisateljem Ivanom Potrčem.

## Delo
Večina njenih del je polna doživetij otrok in mladostnikov. Ta doživetja so iz resničnosti, iz dogodkov, vtisov in doživetij, ki jih je pisateljica doživela v svojem otroštvu oz. mladosti ter v obdobju poučevanja. Ker je pri pisanju znala prisluhniti sodobnem življenju mladih generacij, si je med njimi pridobila mnogo simpatij. Branka Jurca je pisala realistično pripovedno prozo iz svoje mladosti (Rodiš se samo enkrat).
Njena dela lahko delimo na: kratke sodobne pravljice (Snežaki v vrtcu, Ko Nina spi), partizanske zgodbe (Moj oče partizan, Kdaj so bili partizani veseli), književna besedila o živalih (Poredni zajček, 1:0 za zajce), opisi šolskih dogodivščin (Uhač in njegova druščina, Hišnikov dan) in kratka pripovedna proza (Ko zorijo jagode, Rodiš se samo enkrat).

### Pripovedna proza
- Pod bičem (podobe iz taborišč), 1945 (COBISS)
- ...potem je zmagalo življenje, 1953 (COBISS)
- Stekleni grad, 1958 (COBISS)

### Mladinska proza
- V pasti, 1955 (COBISS)
- Bratec in sestrica, 1956 (COBISS)
- Poredni zajček, 1958 (COBISS)
- Okoli in okoli (COBISS)
- Hišnikov dan (COBISS)
- Hišica ob morju, 1962 (COBISS)
- Lizike za vse, 1962 (COBISS)
- Uhač in njegova druščina, 1963 (COBISS)
- Gregec Kobilica, 1965 (COBISS)
- Miško Poleno in njegov ognjeni krst, 1965 (COBISS)
- Vohljači in prepovedane skrivnosti, 1966 (COBISS)
- Beli konjič, 1967 (COBISS)
- Do zvezd, 1967 (COBISS)
- Žrebiček brez potnega lista, 1969 (COBISS)
- Rdeči škorenjčki, 1970 (COBISS)
- Katka, stoj!, 1972 (COBISS)
- Rodiš se samo enkrat, 1972 (COBISS)
- Čuj in Katka, 1974 (COBISS)
- Ko zorijo jagode, 1974 (COBISS)
- Špelin dnevnik, 1976 (COBISS)
- Babičina pravljica, 1977 (COBISS)
- Javka v starem čevlju, 1977 (COBISS)
- Pionirka sem! Pionir sem!, 1977 (COBISS)
- Moj oče partizan, 1978 (COBISS)
- S helikopterjem k stricu Tintinu, 1978 (COBISS)
- Ko Nina spi, 1980 (COBISS)
- Prgišče zvezd, 1980 (COBISS)
- Marjanka vseznalka, 1980 (COBISS)
- Čudovita stenska ura, 1981 (COBISS)
- Anča Pomaranča, 1983 (COBISS)
- Snežaki v vrtcu, 1983 (COBISS)
- Miško Poleno, 1984 (COBISS)
- Pot okoli sveta, 1985 (COBISS)
- Modra kapica in začarani volk, 1986 (COBISS)
- Kdaj so bili partizani veseli, 1986 (COBISS)
- Dobra volja je najbolja, 1987 (COBISS)
- 1:0 za zajce, 1990 (COBISS)
- Vesele novice z Zelenice, 1993 (COBISS)
- V dedovi grapi, 1994 (COBISS)

### Radijske igre za otroke
- Mižek-frizer, 1976 (COBISS)
- Peter in Martin Krpan, 1977 (COBISS)